# Stawik (Sainte-Croix)
Pour les articles homonymes, voir Stawik.
Stawik est une localité polonaise de la gmina de Łączna, située dans le powiat de Skarżysko en voïvodie de Sainte-Croix.